# ڥ
ڥ حرف من الحروف الإضافية في الأبجدية العربية. يضاف هذا الحرف إلى الأبجدية العربية لترجمة بعض الأحرف الأجنبية ترجمة صوتية. يستخدم هذا الحرف في اللهجة الجزائرية والتونسية وتنطق [v].

## الكتابة
| الموقع من الكلمة: | معزول | بدائي | وسطي | نهائي |
| ----------------- | ----- | ----- | ---- | ----- |
| شكل الحرف:        | ڥ     | ڥـ    | ـڥـ  | ـڥ    |